# 聯合工人黨 (聖露西亞)
聯合工人黨（縮寫為UWP）是聖露西亞的保守派政黨，由前旅遊部長艾伦·沙塔内領導，其於2013年7月28日在領袖選舉時擊敗前總理斯蒂芬森·金。該黨更早以前由創始人約翰·康普頓領導。

## 歷史
該黨在1964年聖露西亞眾議院選舉前由人民進步黨和全國勞工運動合併而成，後者為從聖露西亞工黨（當時的執政黨）分裂出來的由3人創建（約翰·康普頓、文森·門羅斯、莫里斯·梅森）的一個小派系。該黨獲得選舉，並贏得八席議員席位。該黨在1969年與1974年的選舉中保住政權，直到在1979年的選舉中敗給工黨。在1982年的選舉中，該黨獲得17席議員中的14個，重新取得執政權，並在1987的兩場選舉和1982年的選舉的選舉中保住政權。工黨贏得了1997年與2001年的選舉，但在2006年聯合工人黨重新贏回執政權。2011年，聯合工人黨敗給工黨，但又於2016年贏回執政權，獲得17席議員中的11席。
聯合工人黨是加勒比民主聯盟的成員，該組織是國際民主聯盟的地區組織。

## 領袖
- 約翰·康普頓 （1964–1996）
- 沃恩·劉易斯（英语：Vaughan Lewis） （1996–1998）
- 約翰·康普頓 （1998[4]-2000）
- 莫雷拉·約瑟夫（英语：Morella Joseph） （2000-2001）
- 沃恩·劉易斯（英语：Vaughan Lewis）（2001-2005）
- 約翰·康普頓 （2005–2007）
- 斯蒂芬森·金 （2007–2013）
- 艾伦·沙塔内 （2013至今）